# Marek Ogrodowicz
Marek Ogrodowicz (ur. 16 marca 1963 w Tuszynie) – pomocnik.
Wychowanek ŁKS Łódź w którym występował w latach 1975–1983 oraz 1985–1991. Ponadto grał również w Orle Łódź i Cracovii.